# شهدطوطی گوش‌آبی
شهدطوطی گوش‌آبی (نام علمی: Eos semilarvata) (که همچنین به عنوان شهدطوطی سرام و شهدطوطی نیم‌نقاب نیز شناخته می‌شود) طوطی است که تنها در جزیره سرام در استان مالوکو، اندونزی یافت می‌شود.
با وجود وضعیت گونه معمول در محدوده پراکنش خود، شهدطوطی گوش‌آبی به عنوان کمترین نگرانی در فهرست سرخ IUCN از طبقه‌بندی گونه‌های در معرض خطر انقراض ارزیابی می‌شود.

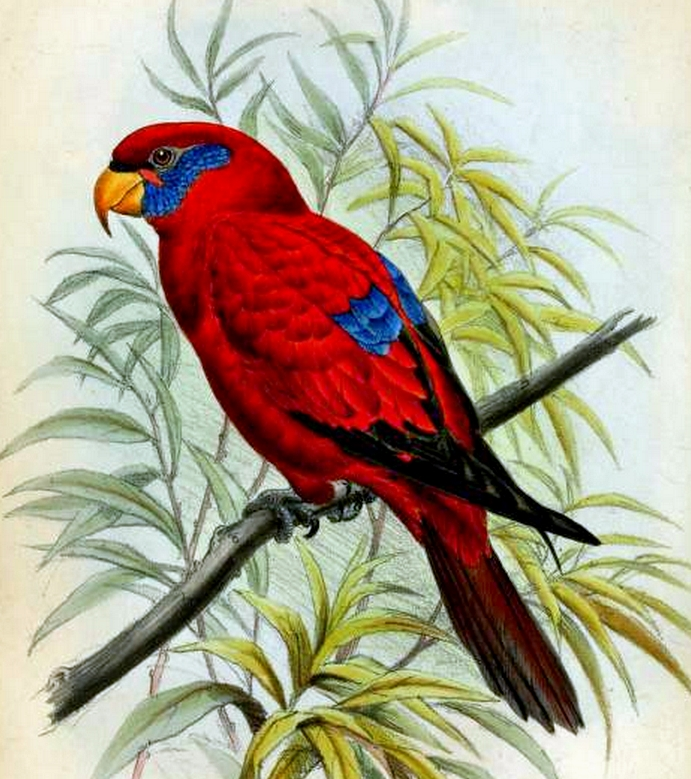
ترسیم اصلی شهدطوطی گوش‌آبی